# Сивий Микола Юрійович
Сивий Микола Юрійович (нар. 25 лютого 1935 року, село Забілка, Грицівського району, Хмельницької області — помер 6 березня 2023 року) —  Заслужений лікар України, лауреат Державної премії України, як хірург зробив понад 1000 успішних операцій, головний лікар санаторію "Червона калина" (с.Жобрин, Рівненської області)

## Життєпис
Народився у багатодітній сім'ї, де головною цінністю завжди були порядність, людяність і доброта.  Слова матері, Марії Захарівни "Люби, сину людей, добре працюй, і вони тебе любитимуть, а недруги твої розіб'ються об твою роботу", стали для Миколи Юрійовича заповітом на все життя.  А на вибір професії вплинула смерть батька, який помер у 1947 році від грубої помилки лікарів-хірургів. Саме тоді Микола Сивий вирішив стати лікарем хірургом, щоб рятувати людей від передчасної смерті.
У 1960 році закінчив Івано-Франківський медичний інститут і отримав диплом лікаря. Розпочав лікарську кар’єру хірургом у Великомежирицькій дільничній лікарні Корецького району, Рівненської області). Через рік його призначили на посаду головного лікаря цієї ж лікарні. 
Упродовж 1968—1971 років обіймав посаду головного лікар Корецького району. З 1971 року був призначений головним лікарем Рівненської обласної лікарні. Тут він проявив себе не лише як хороший організатор, який згуртував колектив та зумів мотивувати його до професійного зростання, а й побудував нові корпуси обласної лікарні, яка у 1975 році була визнана однією з переможців огляду-конкурсу обласних лікарень Радянського Союзу.
У період 1977—1980 років Микола Юрійович очолював Рівненський облздороввідділ. За цей час охорона здоров'я Рівненської області перетворилася на Всесоюзну базу з підготовки лікарів ВООЗ із надання первинної медико-санітарної допомоги населенню.
Уродовж 1980—1993 років – головний лікар лікувальних установ Агрофірми «Зоря». Саме у цей період Микола Сивий  захопився ідеєю створення бази сучасного санаторно-курортного оздоровлення людей. Ця ідея знайшла своє втілення у задумі, який вважає сенсом свого життя, — будівництво унікального санаторію «Червона калина». У 1993 році санаторій приймає перших своїх пацієнтів і невдовзі  стає одним з кращих не лише в Україні.
І саме за ідею створення санаторію, яку згодом назвали перлиною поліського краю, Микола Юрійович у 1994 році отримав Державну премію в галузі архітектури серед об’єктів цивільного та громадського будівництва України.
Унікальність санаторію "Червона калина" - це передусім місце розташування: сосновий ліс, який знаходиться далеко від урбанізації; 70  гектарів озера, яке штучно створене будівельниками оздоровниці; свій дендропарк, в якому висаджено 500 видів рідкісних дерев, кущів, лікарських рослин.
З часу відкриття санаторію, а це з травня 1993 року оздоровилося більше 100 тисяч людей  з України та 40 країн світу! Окрім лікування та оздоровлення тут можна навіть пройти курс «Як елегантно входити в роки», про що розповідає фільм «Мистецтво входити в літа», створений медперсоналом  закладу. 
Помер 6 березня 2023 року. 

## Нагороди та визнання
- Заслужений лікар України (1996)
- Орден «За заслуги» III ступеня (2009)[2]
- Орден «За заслуги» II ступеня (2018)[3]
- Орден Богдана Хмельницького (2013)[4]
- Орден Христа Спасителя (2013)
- Золота медаль Комітету Верховної Ради України з питань охорони здоров’я «За охорону здоров’я», грамота Загальнонаціонального проекту «Флагмани сучасної медицини» (2012)
- Козацький хрест I та II ступеня, дипломом Всеукраїнської академії культурної спадщини Українського козацтва Рівненського округу (2012)
- Орден святого Миколая Чудотворця  Української Православної Церкви (2010)
- Орден святого рівноапостольного князя Володимира Української Православної Церкви (2008)

- Микола Сивий - лауреат Загальноукраїнського рейтингу професійних досягнень згідно з рішенням Науково-експертної ради іміджевої програми «Лідер ХХІ століття» (2004), а санаторій увійшов до списку «100 найкращих підприємств України» у номінації «Охорона здоров’я»
- Санаторій «Червона калина», який очолює Микола Сивий, отримав Срібну Стеллу (2007) та Золоту Стеллу (2009), Міжнародні Сертифікати якості (номінації «Якість ІІІ тисячоліття») Міжнародного Академічного Рейтингу Популярності «Золота Фортуна», у якому брали участь представники 29-ти країн світу, а головному лікарю Миколі Сивому нагороди вручив голова Президії рейтингу — президент Національної академії наук України — Борис Патон
- Санаторій «Червона калина» та головний лікар Микола Юрійович є учасниками: загальноукраїнських проектів – «Навчальні заклади медичної освіти України» (2007 р.), «Екологія, довкілля та природокористування в Україні» в рамках всеукраїнського конкурсу «Лідер природоохоронної діяльності» (2012); всеукраїнського іміджевого збірника «Нова ділова Україна» (2012 р.), довідково-біографічного видання «Флагмани сучасної медицини» (2012)

## Цитати
- "Медицина лікує хвороби, а виліковує природа. А я додам - виліковує ще й духовність та творчість. У нас ще й повітря чистіше, ніж в операційній, бо соснові фітонциди дезинфікують його. Але головне — тиша і відірваність від населених пунктів.Ми вийшли з природи, і це велике щастя — хоча б на якийсь час повернутися в її лоно. Прийняти процедури з мінеральною водою, лікувальними грязями, настоями рослин, зробити масажі каменями, на сіні чи з медом, прогріти хворі місця житом. Це дуже корисно для людини. Як і ходити в храм, де можна помолитися, забути про негаразди і проблеми повсякденного життя. Ми часто недооцінюємо ці речі для здоров’я."

- "На своєму прикладі можу довести, що творчість допомагає вилікуватися. Коли я співаю, то відключаюся від труднощів, перебуваю у розслабленому стані і спокою. Нервова система стає на місце, а це корисно. Людині дуже важливо співати, танцювати, малювати, слухати гарну музику. Це все несе оздоровчий ефект."

## Відеоматеріали
- Формула Пруста. Микола Сивий

## Творчі доробки

#### пісні
- "Червона калина"
- "Гра кольорами"
- Кліп "Як ішли літа наші на ярмарок"
- Чом та зірка далека
- Бережімо ті дні золоті
- Ми підем, де трави похилі
- Люблю Я тебе, Україно